# Бой за Вильно
Бой за Вильно — боестолкновения в Вильне между подразделениями польских войск, жандармерии и ополчением и подвижными передовыми группами Красной Армии 18—19 сентября 1939.

## События 18 сентября
Утром 18 сентября командующий гарнизона полковник Я. Окулич-Козарин отдал приказ: «Мы не находимся с большевиками в состоянии войны, части по дополнительному приказу оставят Вильно и перейдут литовскую границу; небоевые части могут начать оставление города, боевые — остаются на позициях, но не могут стрелять без приказа». Однако поскольку часть офицеров восприняла этот приказ как измену, а в городе распространились слухи о перевороте в Германии и объявлении ей войны Румынией и Венгрией, полковник Окулич-Козарин около 16:30 решил воздержаться от отдачи приказа на отступление до 20 часов.
Около 19:10 командир 2-го батальона, развернутого на южной и юго-западной окраине города, подполковник С. Шилейко доложил о появлении советских танков и запросил, может ли он открыть огонь.
Около 20 часов Окулич-Козарин отдал приказ на отход войск из города и выслал подполковника Т. Подвысоцкого в расположение советских войск с тем, чтобы уведомить их, что польская сторона не хочет с ними сражаться и потребовать их ухода из города. После этого Окулич-Козарин выехал из Вильны, а вернувшийся около 21 часа Подвысоцкий взял командование на себя и около 21:45 издал приказ о приостановке отхода войск.
В это время в городе шла беспорядочная стрельба, в которых большую роль играла виленская польская молодежь, получившая оружие.

## Диспозиция
С советской стороны принимали участие подвижные группы 3-й и 11-й армий Белорусского фронта в составе: 3-я армия — «группа Ахлюстина» из подразделений 25-й танковой бригады и разведбатальона 27-й стрелковой дивизии под командованием полковника Ломако, мотогруппа в составе 700 спешенных и посаженных на автомашины кавалеристов 24-й кавдивизии; 11-я армия — двух танковых полков кавалерийских дивизий 3-го кавкорпуса под командованием полковника Мирошникова, которые первые подошли к Вильно вечером 18 сентября 1939 года. В Вильно, бывшем до начала войны крупной базой польских войск, находилось до 16 батальонов пехоты (примерно 7 тыс. солдат из запасного полка и 14 тыс. ополченцев) с 14 полевыми и 4—6 противотанковыми орудиями.

## Ход событий
Подойдя около 19:30 18 сентября к Вильно, 8-й и 7-й танковые полки завязали бой за южную часть города. 8-й танковый полк ворвался в 20:30 в южную часть города. 7-й танковый полк, натолкнувшийся на упорную оборону, только с рассветом смог войти в юго-западную часть города. Наиболее активное сопротивление оказывали ополченцы (студенты) и части польской жандармерии и «корпуса охраны границы».
Тем временем передовые части 6-й легкотанковой бригады, форсировав р. Березину, прошли Гольшаны и в 20 часов 18 сентября достигли южной окраины Вильны, установив связь с подразделениями 8-го танкового полка. Для поражения танков, атаковавших без прикрытия пехоты, в городе широко использовались бутылки со смесью бензина и нефти. К утру 19 сентября к городу подошли части 3-й армии.
В 13 часов был занят вокзал. К 18 часам сопротивление было сломлено, и к вечеру 19 сентября обстановка в городе нормализовалась, но отдельные перестрелки возникали вплоть до 2 часов ночи 20 сентября. Часть польских подразделений отступила в соседнюю Литву, где они были интернированы.
В боях за Вильну части 11-й армии потеряли 13 человек убитыми и 24 человека ранеными, было подбито 5 танков и 4 бронемашины. 20—23 сентября советские войска подтягивались к Вильне, занимаясь очисткой города и прилегающих районов от польских частей. Всего были взяты в плен около 10 тыс. человек, трофеями советских войск стали 97 паровозов, 473 пассажирских и 960 товарных вагонов (из них 83 с продовольствием, 172 с овсом, 6 с боеприпасами, 9 цистерн с бензином и 2 со спиртом).